# Московка (Сорокинський район)
Моско́вка (рос. Московка) — присілок у складі Сорокинського району Тюменської області, Росія.
Населення — 44 особи (2010, 67 у 2002).
Національний склад станом на 2002 рік:
- росіяни — 76 %